# Eleições gerais em Guam em 2008
As eleições gerais de Guam em 2008 foram realizadas em 4 de novembro.